# Promachus nussus
Promachus nussus là một loài ruồi trong họ Asilidae. Promachus nussus được Oldroyd miêu tả năm 1972. Loài này phân bố ở miền Ấn Độ - Mã Lai.